# Amphoroidella elliptica
Amphoroidella elliptica är en kräftdjursart som beskrevs av Baker 1908. Amphoroidella elliptica ingår i släktet Amphoroidella och familjen klotkräftor. Inga underarter finns listade i Catalogue of Life.